# Shaoshan
Shaoshan (chinês simplificado: 韶山, pinyin: Sháoshān) é uma Cidade administrativa na província de Hunan, China. Está sob a administração da cidade de Xiangtan, em nível de prefeitura. A cidade de Qingxi é sua sede.
Localizada no centro-leste de Hunan e no meio-norte de Xiangtan, Shaoshan faz fronteira com o condado de Ningxiang ao norte, a cidade de Xiangxiang a oeste e sudoeste, e o condado de Xiangtan a leste e sudeste. Abrange uma área de 247,3km2, em 2015, tinha uma população registrada no censo de 118.236 e uma população residente permanente de 97.800.  É a menor unidade administrativa em tamanho ou população nos condados e cidades de nível distrital na província de Hunan. 
Como local de nascimento de Mao Tsé-Tung, o fundador da República Popular da China, Shaoshan foi uma base importante durante a Revolução Comunista Chinesa. É também o berço do Mao's Family Restaurant, uma rede de restaurantes que se espalhou por muitas outras cidades. Mao continua a ser uma figura popular na região,  e o turismo vermelho em Shaoshan e outros locais relacionados com a origem comunista da China impulsionou a economia local, ao mesmo tempo que aumentou a compreensão das pessoas sobre a história revolucionária da China.

## História

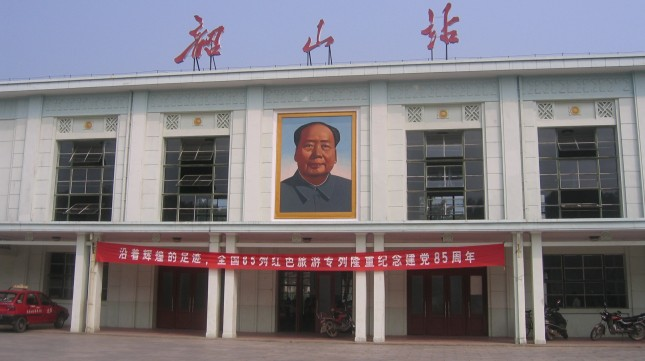
Estação ferroviária de Shaoshan

A lenda fundadora de Shaoshan envolve o Imperador Shun, que supostamente passou pelo local durante sua inspeção ao sul. Ele ficou tão fascinado com a paisagem que tocou a Música de Shao (韶乐), que convocava muitas fênix e outros pássaros para acompanhá-lo. Assim foi Shaoshan nomeado em homenagem à Música de Shao. Estava sob a jurisdição do estado de Chu nos tempos antigos. 
Em 26 de dezembro de 1990, Shaoshan tornou-se uma cidade em nível de condado aprovada pelo Conselho de Estado. 
Evolução de nomes e níveis administrativos de Shaoshan:
- 1652 (Dinastia Qing): Qidu (七都), Distrito de Xiangtan (县)
- 1912 (República da China): O Segundo Distrito (第二区), Município de Xi (西乡), Condado de Xiangtan
- Dezembro de 1932: O Nono Distrito, Condado de Xiangtan
- 1947: Município de Qingtian, condado de Xiangtan (de jure) [7]
- Janeiro de 1950 (República Popular da China): Terceiro Distrito, Condado de Xiangtan
- 1951: O Quarto Distrito, Condado de Xiangtan
- 1º de agosto de 1955: Distrito de Yintian, Condado de Xiangtan
- 1956: Cidade de Yintian, Condado de Xiangtan
- 1º de setembro de 1958: Comuna Popular de Shaoshan, Condado de Xiangtan
- 12 de maio de 1961: Distrito de Shaoshan, Condado de Xiangtan
- Dezembro de 1968: Status de distrito controlado pelo condado atualizado para distrito regional (地级区), controlada diretamente pela província
- Dezembro de 1981: Revertido para controle do condado
- Dezembro de 1984: Atualizado para distrito de classe de condado (县级区), controlada pela cidade de Xiangtan
- 26 de dezembro de 1990: Elevada a cidade de classe de condado, controlada pela cidade de Xiangtan em nome da província.

## Divisões administrativas
Após um ajuste nas divisões subdistritais da cidade de Shaoshan em 16 de novembro de 2015, a cidade de Shaoshan tem duas cidades e dois distritos sob sua jurisdição.  eles são:
Cidades
- Qingxi, Shaoshan (清溪镇): Yongyi, Ruyi e a antiga Qingxi se fundiram
- Yintian, Shaoshan (银田镇)

Municípios
- Município de Shaoshan (韶山乡): Daping e o antigo Município de Shaoshan se fundiram
- Yanglin, Shaoshan (杨林乡)

## Cidades irmãs
- Vidnoye, Oblast de Moscou, Rússia
- Timboon, Vitória, Austrália

## Geografia

### Clima
| Dados climáticos para Shaoshan (1991–2020 normais, extremos 1981–2010) | Dados climáticos para Shaoshan (1991–2020 normais, extremos 1981–2010) | Dados climáticos para Shaoshan (1991–2020 normais, extremos 1981–2010) | Dados climáticos para Shaoshan (1991–2020 normais, extremos 1981–2010) | Dados climáticos para Shaoshan (1991–2020 normais, extremos 1981–2010) | Dados climáticos para Shaoshan (1991–2020 normais, extremos 1981–2010) | Dados climáticos para Shaoshan (1991–2020 normais, extremos 1981–2010) | Dados climáticos para Shaoshan (1991–2020 normais, extremos 1981–2010) | Dados climáticos para Shaoshan (1991–2020 normais, extremos 1981–2010) | Dados climáticos para Shaoshan (1991–2020 normais, extremos 1981–2010) | Dados climáticos para Shaoshan (1991–2020 normais, extremos 1981–2010) | Dados climáticos para Shaoshan (1991–2020 normais, extremos 1981–2010) | Dados climáticos para Shaoshan (1991–2020 normais, extremos 1981–2010) | Dados climáticos para Shaoshan (1991–2020 normais, extremos 1981–2010) |
| Mês                                                                    | Jan                                                                    | Fev                                                                    | Mar                                                                    | Abr                                                                    | Mai                                                                    | Jun                                                                    | Jul                                                                    | Ago                                                                    | Set                                                                    | Out                                                                    | Nov                                                                    | Dez                                                                    | Ano                                                                    |
| ---------------------------------------------------------------------- | ---------------------------------------------------------------------- | ---------------------------------------------------------------------- | ---------------------------------------------------------------------- | ---------------------------------------------------------------------- | ---------------------------------------------------------------------- | ---------------------------------------------------------------------- | ---------------------------------------------------------------------- | ---------------------------------------------------------------------- | ---------------------------------------------------------------------- | ---------------------------------------------------------------------- | ---------------------------------------------------------------------- | ---------------------------------------------------------------------- | ---------------------------------------------------------------------- |
| Recorde alta °C (°F)                                                   | 24.2 (75.6)                                                            | 30.1 (86.2)                                                            | 32.3 (90.1)                                                            | 35.0 (95)                                                              | 36.3 (97.3)                                                            | 37.2 (99)                                                              | 39.4 (102.9)                                                           | 40.8 (105.4)                                                           | 37.4 (99.3)                                                            | 35.0 (95)                                                              | 32.1 (89.8)                                                            | 24.4 (75.9)                                                            | 40.8 (105.4)                                                           |
| Média alta °C (°F)                                                     | 8.6 (47.5)                                                             | 11.6 (52.9)                                                            | 15.9 (60.6)                                                            | 22.4 (72.3)                                                            | 26.8 (80.2)                                                            | 30.0 (86)                                                              | 33.4 (92.1)                                                            | 32.7 (90.9)                                                            | 28.5 (83.3)                                                            | 23.3 (73.9)                                                            | 17.6 (63.7)                                                            | 11.5 (52.7)                                                            | 21.86 (71.34)                                                          |
| Média diária °C (°F)                                                   | 4.9 (40.8)                                                             | 7.4 (45.3)                                                             | 11.4 (52.5)                                                            | 17.4 (63.3)                                                            | 22.0 (71.6)                                                            | 25.6 (78.1)                                                            | 28.9 (84)                                                              | 27.9 (82.2)                                                            | 23.5 (74.3)                                                            | 18.1 (64.6)                                                            | 12.5 (54.5)                                                            | 7.1 (44.8)                                                             | 17.22 (63)                                                             |
| Média baixa °C (°F)                                                    | 2.4 (36.3)                                                             | 4.6 (40.3)                                                             | 8.2 (46.8)                                                             | 13.8 (56.8)                                                            | 18.4 (65.1)                                                            | 22.4 (72.3)                                                            | 25.3 (77.5)                                                            | 24.5 (76.1)                                                            | 20.2 (68.4)                                                            | 14.8 (58.6)                                                            | 9.2 (48.6)                                                             | 4.0 (39.2)                                                             | 13.98 (57.17)                                                          |
| Recorde baixa °C (°F)                                                  | −6.2 (20.8)                                                            | −8.8 (16.2)                                                            | −2.5 (27.5)                                                            | 1.4 (34.5)                                                             | 9.3 (48.7)                                                             | 13.2 (55.8)                                                            | 18.6 (65.5)                                                            | 16.7 (62.1)                                                            | 10.1 (50.2)                                                            | 2.4 (36.3)                                                             | −1.6 (29.1)                                                            | −12.1 (10.2)                                                           | −12.1 (10.2)                                                           |
| Média precipitação mm (pol.)                                           | 71.1 (2.799)                                                           | 85.6 (3.37)                                                            | 147.1 (5.791)                                                          | 169.4 (6.669)                                                          | 201.3 (7.925)                                                          | 226.6 (8.921)                                                          | 153.9 (6.059)                                                          | 105.1 (4.138)                                                          | 82.5 (3.248)                                                           | 64.1 (2.524)                                                           | 74.4 (2.929)                                                           | 54.4 (2.142)                                                           | 1 435,5 (56,515)                                                       |
| Média de dias de precipitação (≥ 0.1 mm)                               | 14.0                                                                   | 14.5                                                                   | 18.0                                                                   | 17.0                                                                   | 16.7                                                                   | 15.6                                                                   | 10.4                                                                   | 10.9                                                                   | 9.1                                                                    | 9.9                                                                    | 10.6                                                                   | 11.3                                                                   | 158                                                                    |
| Média de dias ensolarados                                              | 4.9                                                                    | 2.7                                                                    | 0.6                                                                    | 0                                                                      | 0                                                                      | 0                                                                      | 0                                                                      | 0                                                                      | 0                                                                      | 0                                                                      | 0.1                                                                    | 1.8                                                                    | 10.1                                                                   |
| Média umidade relativa (%)                                             | 81                                                                     | 81                                                                     | 83                                                                     | 82                                                                     | 82                                                                     | 84                                                                     | 77                                                                     | 80                                                                     | 82                                                                     | 80                                                                     | 80                                                                     | 78                                                                     | 80.8                                                                   |
| Média mensal horas de sol                                              | 61.1                                                                   | 60.8                                                                   | 74.4                                                                   | 104.3                                                                  | 130.1                                                                  | 125.6                                                                  | 212.0                                                                  | 194.7                                                                  | 144.3                                                                  | 126.0                                                                  | 108.7                                                                  | 93.8                                                                   | 1 435,8                                                                |
| Por cento luz do sol possível                                          | 19                                                                     | 19                                                                     | 20                                                                     | 27                                                                     | 31                                                                     | 30                                                                     | 50                                                                     | 48                                                                     | 39                                                                     | 36                                                                     | 34                                                                     | 29                                                                     | 31.8                                                                   |
| Fonte: China Meteorological Administration                             |                                                                        |                                                                        |                                                                        |                                                                        |                                                                        |                                                                        |                                                                        |                                                                        |                                                                        |                                                                        |                                                                        |                                                                        |                                                                        |